# Amédée-François Lamy
Amédée-François Lamy (ur. 7 lutego 1858 w Mougins, w departamencie Alpes-Maritimes, zm. 22 kwietnia 1900 pod Kousséri w Kamerunie) – francuski wojskowy i podróżnik.

## Życiorys
Lamy od najmłodszych lat chciał zostać żołnierzem; jako dziesięciolatek wstąpił do Prytanée National Militaire, gdzie uzyskał pierwszą lokatę z geografii, co mogło zapowiadać jego dalszą karierę w koloniach. W 1877 rozpoczął naukę w akademii wojskowej w Saint-Cyr.
W 1879, jako podporucznik, podjął służbę w 1. pułku piechoty algierskiej. Z jednostką tą przemierzył pustynię Saharę w Afryce, biorąc udział w akcji zajęcia Tunezji; w 1884 został wysłany do Tonkinu, gdzie przebywał do 1886, po czym wrócił do Algierii, gdzie został aide-de-camp dowódcy dywizji i mógł poświęcić się badaniom Sahary i poznać jakość meharystów, kawalerii na wielbłądach. Zafascynowany pustynią uczył się ówczesnej wersji sztuki przetrwania, czyli sztuki jak dać sobie radę i przeżyć w ekstremalnych warunkach: "Osobiście byłbym szczęśliwym móc żyć zupełnie bez jedzenia i bez picia. Właśnie próbuję to robić, ale z mizernymi rezultatami. Ciągle jeszcze muszę zjadać więcej niż sześć daktyli dziennie: to straszne!" – pisał w jednym z listów do rodziców.
W 1893 wziął udział w wyprawie Le Châteliera do basenu rzeki Kongo, podczas której zajmował się pracami nad projektem linii kolejowej pomiędzy Brazzaville i wybrzeżem, a także studiami z pogranicza botaniki, geologii i geografii. Przez Châteliera poznał Foureau, z którym rozpoczął wyprawę Foureau-Lamy w 1898; wraz z dwiema innymi ekspedycjami, Gentila i Voulet-Chanoine'a, miały doprowadzić do podporządkowania Francji Czadu i połączenia wszystkich kolonii francuskich we Francuską Afrykę Zachodnią. Foureau i Lamy przeszli z Algieru przez Saharę, spotykając się z dwiema pozostałymi wyprawami o charakterze wojskowym w miejscowości Kousséri 21 kwietnia 1900.
Następnego dnia zjednoczone kolonialne wojska francuskie starły się z siłami Rabiha az-Zubajra, sudańskiego watażki, który ogłosił się sułtanem i stworzył imperium na terytorium dzisiejszego Czadu i północnej Nigerii. Podczas tej wygranej przez Francuzów bitwy Lamy, który dowodził oddziałem strzelców, poległ od przypadkowej kuli. Na jego cześć pierwszy francuski gubernator Czadu, Émile Gentil, nazwał stolicę nowej kolonii Fort Lamy, przemianowanej na N'Djamena w roku 1973.
W roku 1970 Republika Czadu wyemitowała tysiącfrankową monetę z okazji 10-lecia istnienia. Na rewersie widnieje wizerunek Lamy'ego w mundurze oraz napis COMMANDANT LAMY 1900.
Amédée-François Lamy, choć nie dokonał wielkich odkryć, odniósł znaczne zasługi w budowaniu francuskiego imperium kolonialnego w Afryce Zachodniej.